# كاظمي الثاني (اسماعيلية)
كاظمي الثاني (بالفارسية: کاظمی دو) هي قرية وتقع في إيران في قسم إسماعيلية الريفي. يقدر عدد سكانها بـ 512 نسمة بحسب إحصاء 2016.